# Dirk Emmerich
Dirk Emmerich (* 1958) ist ein deutscher Journalist.

## Leben
Emmerich studierte in der DDR Wirtschaftswissenschaften an der Hochschule für Ökonomie Berlin. Seit 1990 ist er Journalist, seit 1992 beim Fernsehen. Einige Jahre war er für n-tv in Russland. Im Jahr 2000 wurde er bei diesem Sender Chef vom Dienst in Berlin, 2003 und 2004 Sonderkorrespondent während der Umbrüche in Georgien und der Ukraine. In den Jahren 2007 bis 2011 war Emmerich Leiter der Politikredaktion im RTL-Hauptstadtstudio, seit dem April 2011 ist er Internationaler Korrespondent.